# Bonamia roughleyi
Espèce
Synonymes
- Mikrocystos roughleyi Farley, Wolf & Elston, 1988[2]
- Mikrocytos roughleyi Farley, Volf & Elston, 1988[3]

Bonamia roughleyi est une espèce de parasites unicellulaires qui touche les huîtres Saccostrea glomerata. Ce parasite se rencontre sur les côtes de Nouvelle-Galles du Sud, en Australie.

## Publication originale
(en) C. Austin Farley, Peter H. Wolf et Ralph A. Elston, « A long term study of "microcell" disease in oysters with a description of a new genus, Mikrocytos (g. n.), and two new species, Mikrocytos mackini (sp. n.) and Mikrocytos roughleyi (sp. n.) », Fishery Bulletin, Washington, NOAA, inconnu et National Marine Fisheries Service, vol. 86, no 3,‎ 1988, p. 581-593 (ISSN 0090-0656 et 1937-4518, OCLC 1783998 et 1506474, lire en ligne).